# J'den Cox
J'den Michael Tbory Cox (Columbia, 3 marzo 1995) è un lottatore statunitense, specializzato nella lotta libera. Ha rappresentato gli Stati Uniti ai Giochi olimpici estivi di Rio de Janeiro 2016, dove ha vinto il bronzo nel torneo degli 86 kg. È stato per due volte campione iridato a Budapest 2018 e Nur-Sultan 2019 e vincitore di due bronzi ai mondiali di Parigi 2017 e Oslo 2021, rispettivamente negli 86 e 92 kg. Si è laureato campione continentale ai Campionati panamericani di Buenos Aires 2019 nella categoria nei 92 kg.

## Palmarès
- Giochi olimpici

Rio de Janeiro 2016: bronzo negli 86 kg;
- Mondiali

Parigi 2017: bronzo negli 86 kg;
Budapest 2018: oro nei 92 kg;
Nur-Sultan 2019:oro nei 92 kg;
Oslo 2021: bronzo nei 92 kg;
- Campionati panamericani

Buenos Aires 2019: oro nei 92 kg.